# Chlamydophila pneumoniae
Chlamydophila pneumoniae är en art av Chlamydophila bakterier som är smittsam för människor och är en av de vanligaste orsakerna till lunginflammation.
Bakteriearten är tidigare känd under namnet TWAR (Taiwan Acute Respiratory Agent), som ursprungligen kommer från namnet av två isolerade stammar – Taiwan (TW-183) och Acute Respiratory (AR-39). Numera anses den vara en egen art av klamydia.
Bakterien förekommer bland annat i Sverige. Det uppstår en i allmänhet lindrig lunginflammation med samtidig infektion av luftrör, svalg och bihålor. Symptomen kan under en ovanligt lång tid synas i form av förkylningssymptom och trötthet, och har likheter med symptomen för bakterien Mycoplasma pneumoniae. Det kan pågå i veckor, månader eller till och med år. Man bör söka läkare om inte infektionen upphört efter fyra veckor.
De flesta tillfrisknar spontant, men om sjukdomen blir långvarig eller kronisk kan den behandlas med antibiotika.

## Förekomst
De tre mest kända arterna av klamydia i Sverige är Chlamydia trachomatis, Chlamydophila pneumoniae och Chlamydophila psittaci, även kallad papegojsjuka.
TWAR finns i alla åldrar, men vanligast är unga vuxna (18-25 år).